# Mausoleo real de Mauritania
El Mausoleo real de Mauritania es un monumento funerario en la carretera entre Cherchel y Argel, en Argelia. El mausoleo es la tumba donde están enterrados los bereberes Juba II y Cleopatra Selene II, rey y reina de la Antigua Mauritania.
Este monumento es a veces conocido como el "Mausoleo de Juba y Cleopatra Selene". En la lengua francesa, el mausoleo se conoce como Tombeau de la Chretienne, "la tumba de la mujer cristiana", porque tiene forma de cruz en las líneas de división de la puerta falsa. En árabe, el mausoleo se llama Kubr-er-Rumia o Kbor er Roumia, lo que significa "la tumba de la mujer romana".